# Ford M151 MUTT

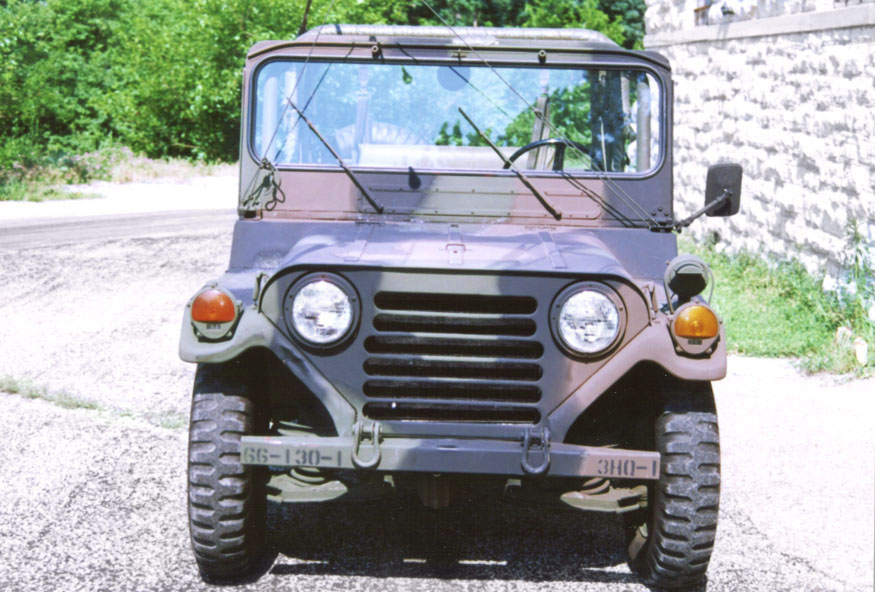
M151 A2, Frontansicht

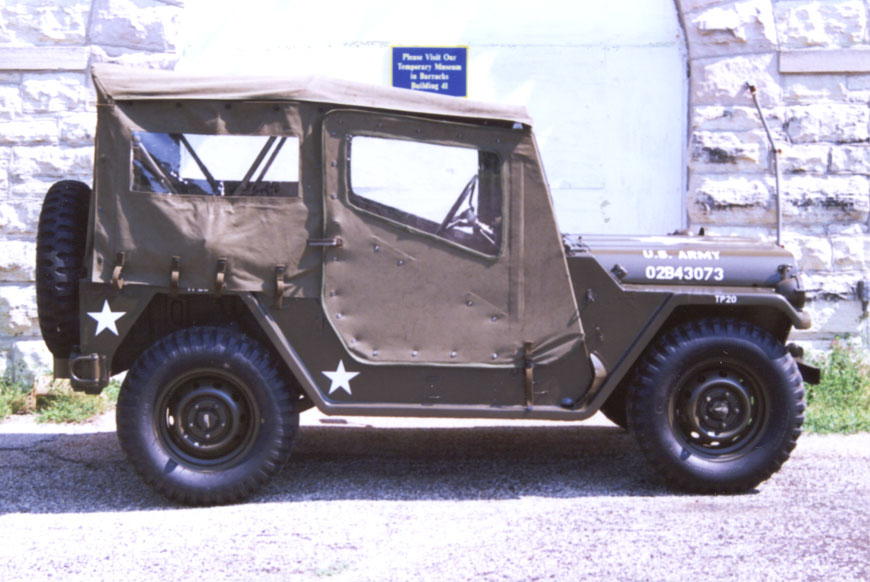
M151 A2, Seitenansicht

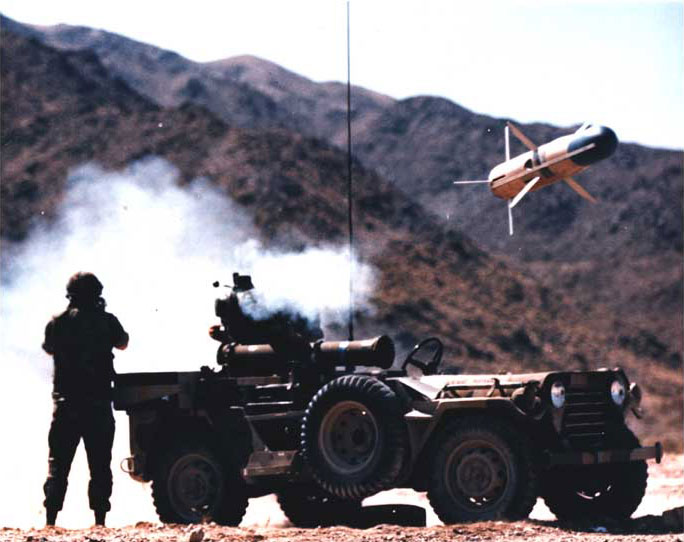
Ein TOW-Panzerabwehrflugkörper, von einem M151 gestartet

Ford M151 MUTT ist eine US-amerikanische Militärgeländewagenbaureihe. Sie ersetzte beim US-Heer ab 1959 den im Zweiten Weltkrieg bekannt gewordenen äußerlich ähnlich aussehenden Willys MB sowie dessen Nachfolgemodell M38. Das Akronym MUTT steht für Military Utility Tactical Truck. Das Fahrzeug wurde beim US-Heer mittlerweile durch den deutlich größeren Humvee ersetzt.

## Geschichte
Auch wenn der Ford M151 äußerlich seinen Vorgängern sehr ähnlich ist, so ist er doch ein neu entwickeltes Fahrzeug. Im Gegensatz zu seinen Vorgängern hat er keinen Leiterrahmen mit Starrachsen an Blattfedern und aufgesetzter Karosserie, sondern eine selbsttragende Karosserie mit Einzelradaufhängung und Schraubenfedern.
Allgemein bezeichnet man nur alle Fahrzeuge mit Willys-Herkunft als Jeep, der Ford MUTT wird nicht als Jeep geführt.
Der Ford MUTT (interne Bezeichnung der US-Streitkräfte: M151 Series) wurde in den Jahren von 1964 bis 1976 zu etwa 100.000 Stück für verschiedene Armeen geliefert, den größten Teil erhielt die US Army. Die M151 wurden als Ersatz für die M38-Willys-Jeeps sowie für die Willys-MB-Jeeps aus dem Zweiten Weltkrieg beschafft.
Der ursprüngliche M151 war für ungeübte Fahrer bei schneller Kurvenfahrt ein Sicherheitsrisiko, insbesondere bei unbelasteter Hinterachse. Bei der US Army war die Teilnahme an einer Lehrfilmvorführung über die „Jeepgefahren“ Pflicht, bevor man diese Fahrzeuge bewegen durfte. Mit dem M151 A2 wurde die hintere Pendelachse durch eine Schräglenkerachse ersetzt, die das Problem milderte, zusätzlich wurden etliche Fahrzeuge mit Überrollkäfigen ausgestattet. Das US-Verteidigungsministerium erkannte aber das Fahrzeug als nicht geeignet für den zivilen Gebrauch und hohe Geschwindigkeiten. Ab 1973 wurden daher die Chassis aller ausgemusterten M151 zerstört – auch Länder, die M151 über Militärhilfe erhalten hatten, folgten dieser Form der Demilitarisierung. Die intakt verbliebenen Komponenten wie Motor und Getriebe wurden von einigen Unternehmen in neue Chassis eingebaut, signifikante Produktionszahlen aber nie erreicht.
In der dritten Folge der zweiten Staffel der deutschen Fernsehsendung Steel Buddies – Stahlharte Geschäfte berichtete der Unternehmer Michael Manousakis, es sei ihm gelungen, in Saudi-Arabien rund 500 solcher Fahrzeuge zu ersteigern. Damit sei er der einzige Händler in Europa, der diese Fahrzeuge verkaufe. Die Fahrzeuge werden einzeln restauriert (teilweise auch aus mehreren Exemplaren zusammengesetzt), da sie zwar keine komplett zerstörten Chassis aufweisen, jedoch nicht fahrbereit sind.
Ab 1985 wurden die M151 bei den US-Streitkräften durch die neuen Humvees ersetzt. Heute findet man sie noch vereinzelt bei einigen Armeen, wie beispielsweise in Israel. Die US Army hat aus Gründen der Traditionspflege noch einige M151 in ihrem Bestand.

## Varianten
Den MUTT gab es in folgenden Ausführungen:
- M151, M151 A1, M151 A2 mit umfassend überarbeiteter Hinterradaufhängung
- M151 A1C für M40-Geschütz
- M825 für rückstoßfreies 106-mm-Geschütz, später mit TOW-Startvorrichtung
- M718, M718 A1 Krankentransporter

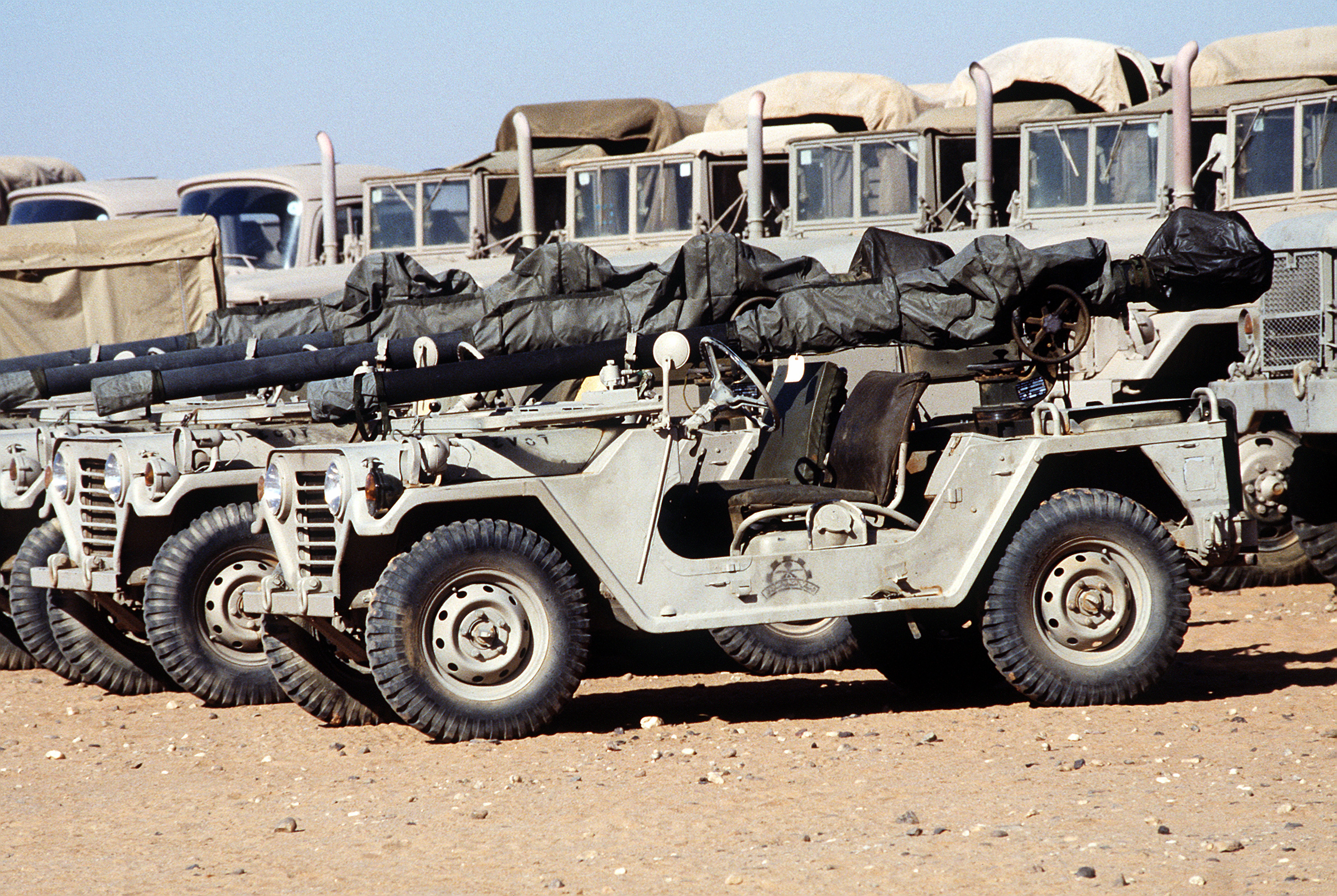
M151 offen in Saudi-Arabien
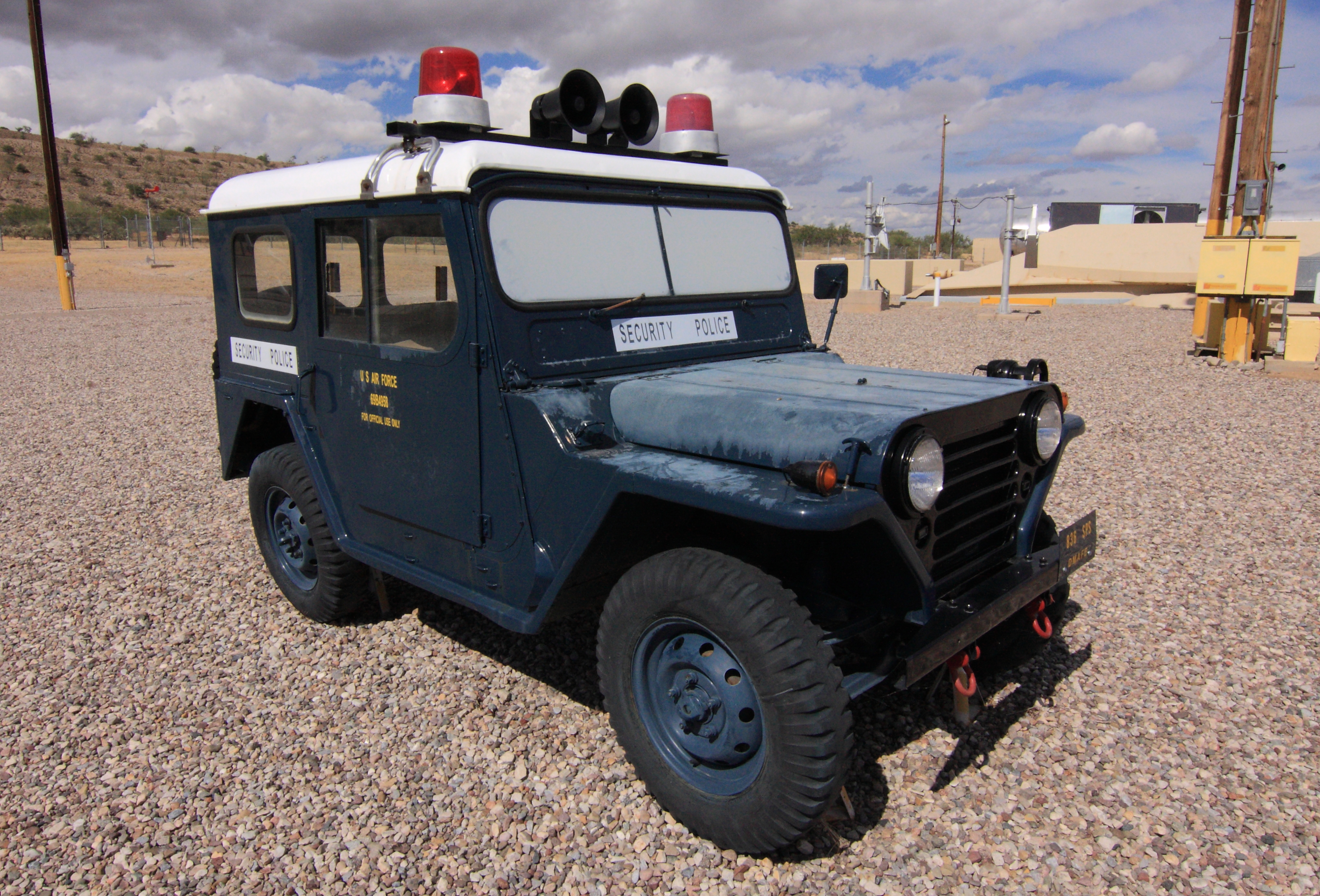
MUTT mit Hardtop
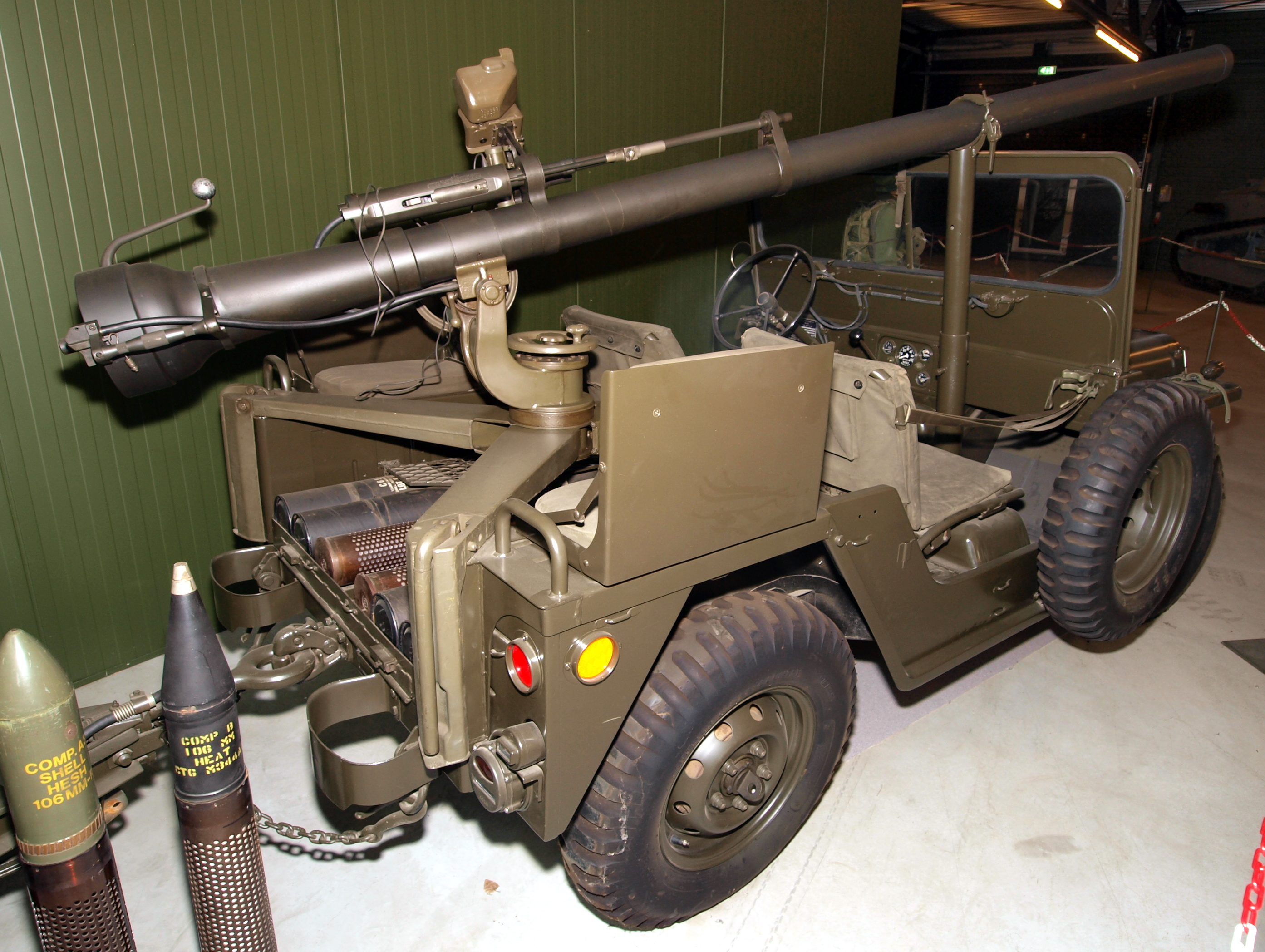
MUTT M151 A1C  mit Geschütz

## Technische Daten des Grundtyps M151
- Motor:                 4 Zylinder, Benzin, 2,2 l Hubraum bei 72 PS
- Getriebe:              4-Gang, Rückwärtsgang, zuschaltbarer Allradantrieb (4×4)
- Höchstgeschwindigkeit: 65 mph (104 km/h)
- Reifengröße:           7.00x16
- Tankinhalt:            17 gals (64,4 l)
- Verbrauch:             15–18 l/100 km
- Länge:                 3,37 m (132,7 inch)
- Breite:                1,63 m (64,0 inch)
- Höhe:                  1,80 m (71,0 inch)
- Radstand:              2,15 m
- Bodenfreiheit:         0,24 m
- Gewicht:               1088 kg unbeladen, 1633 kg beladen
- Zuladung im Gelände:   0,25 t
- Wattiefe:              0,53 m (21,0 inch), mit Spezialteilen 1,52 m (60,0 inch)
- Elektrik:              24 Volt
- Besatzung:             4 Personen

MUTT mit Überrollkäfig
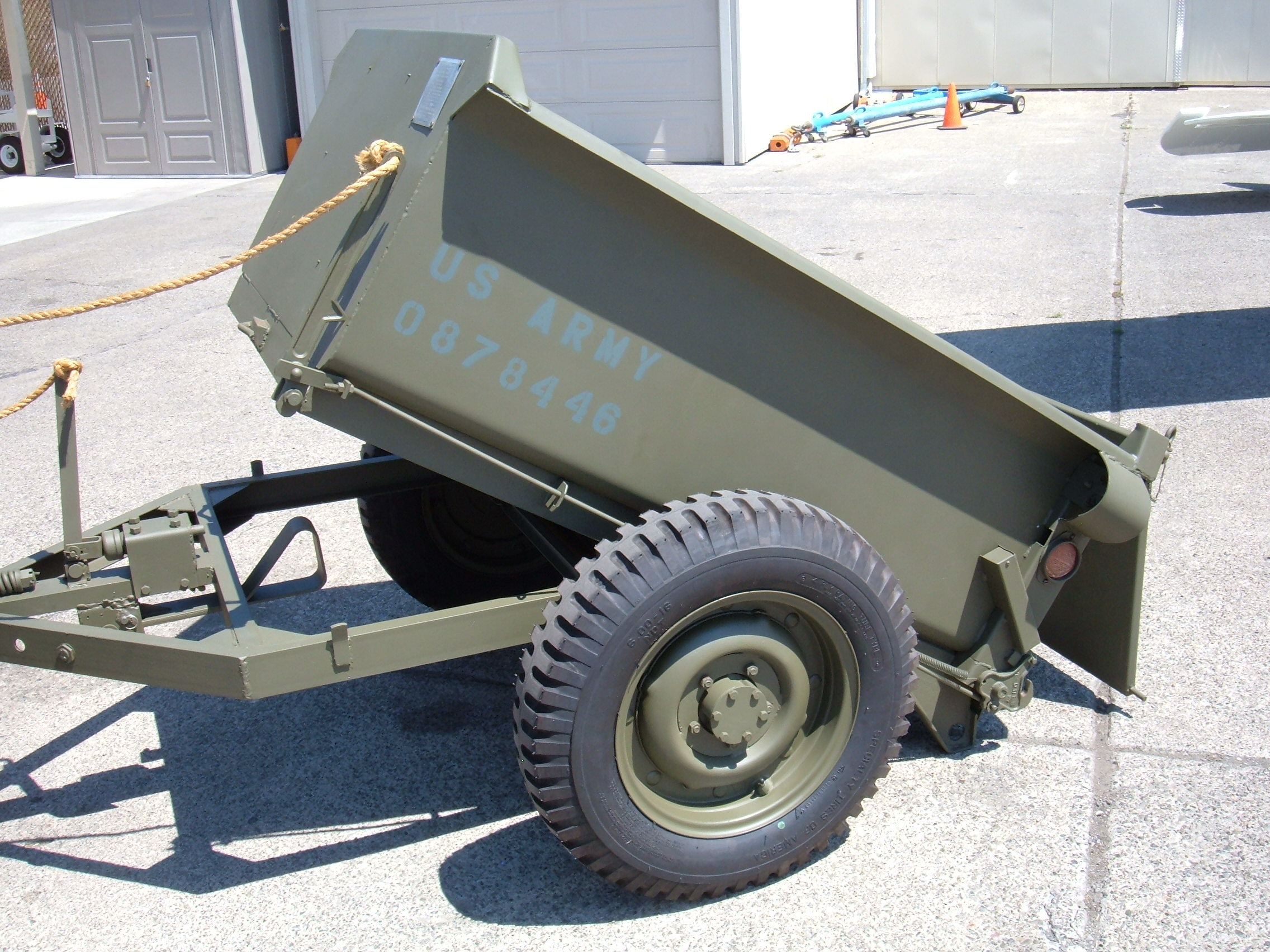
Anhänger "Converto T6/T7" für MUTT